# Джон де Грей из Ширланда
Сэр Джон де Грей из Ширланда (англ. Sir John de Grey of Shirland; умер в феврале или марте 1266 года) — англонормандский аристократ из рода Греев. Участвовал в войнах во Франции, был сенешалем Гаскони в 1253—1255 годах. Поддерживал баронскую оппозицию, но позже перешёл на сторону короны. Стал предком Греев из Уилтона.

## Биография
Джон де Грей принадлежал к старинному рыцарскому роду, основатель которого, Аншетиль де Грей, участвовал в нормандском завоевании и получил земли в Центральной Англии. Джон был вторым сыном Генри де Грея из Ротерфилд Грейса в Оксфордшире и его жены Изабеллы Бардольф. Дата его рождения неизвестна. После смерти отца в 1219 году большая часть его владений досталась старшему сыну Ричарду; Джон же получил только поместье Ширланд в Дербишире. Позже (до 1232 года) Грей женился на вдове Джона Сегрейва, единственной дочери Роджера де Кауза, и благодаря этому получил земли в Бакингемшире и Бедфордшире. Наконец, второй или третий брак, заключённый в 1251 году, принёс ему владения в Девоне и других графствах.
Службу королю Джон начал нести не позже 1220 года: тогда он как придворный рыцарь получал ежегодную пенсию в 10 фунтов. В 1229 году эти выплаты были увеличены до 30 фунтов в год. В 1224 году Грей участвовал вместе с братом Ричардом в войне с французским королём в Пуату, в 1229 году управлял Нормандскими островами. В 1232 году, после опалы Хьюберта де Бурга, король Генрих III пожаловал Джону одно из имений опального в Эссексе. В 1238—1239 годах Грей был шерифом Бедфордшира и Бакингемшира, в 1242 году участвовал в очередной кампании во Франции (он упоминается в числе главных военачальников), в 1245 году стал юстициарием Честера.
В 1251 году Грей впал в немилость из-за того, что без разрешения короля женился на богатой вдове Джоан Пейвр. Примириться с Генрихом III он смог, только выплатив штраф в 500 марок. В 1253 году Джон последовал за королём на континент и там был назначен сенешалем Гаскони. Впрочем, в 1255 году, недовольный королём, он отказался от службы, сославшись на возраст, и вернулся в Англию. Несмотря на это, Грей сохранил хорошие отношения с наследником престола Эдуардом, который в 1257 году, во время очередной войны с валлийцами, назначил его защитником Валлийской марки и констеблем Шрусбери.
В 1258 году, когда бароны потребовали от короля начать реформы, Грей оказался одним из двенадцати представителей баронской «партии» в специальном комитете, получившем власть над страной. В 1260 году в качестве судьи он разбирал злоупотребления короны в Сомерсете, Девоне и Дорсете, но вскоре перешёл на сторону Генриха III, от которого получил должность шерифа Херефордшира. Когда началась гражданская война, сэр Джон поддержал монарха. В феврале 1263 года он командовал королевской армией в Уэльсе, в июне того же года лондонцы, поддерживавшие оппозицию, напали на его дом, так что Грею пришлось бежать из столицы. В 1264 году, после поражения при Льюисе, Грей несколько месяцев удерживал Ноттингемский замок. В декабре того же года ему пришлось сдаться, но в августе 1265 года бароны были разгромлены при Ившеме. Сэр Джон стал шерифом Дербишира и Ноттингемшира и занимал эти должности до своей смерти в феврале или марте 1266 года.

## Семья
Джон Грей был женат два или три раза. Одни источники называют его жёнами Эмму де Гланвиль, дочь сэра Джеффри де Гланвиля, Эмму де Коуз, дочь Роджера де Коуза и Николь де Ли, вдову Джона Сегрейва, и Джоан Пейвр, вдову Паулина Пейвра; другие говорят только об Эмме де Коуз и Джоан Пейвр. В браке с Эммой де Коуз родились сын Реджинальд (около 1240—1308), ставший первым бароном Греем из Уилтона, и по крайней мере три дочери. Кроме того, в источниках упоминаются дети Эммы де Гланвиль — ещё один Реджинальд и Эмма, жена Уильяма де Хантингфилда, а также сын Джона Генри, мать которого неизвестна.